# Synne Rifbjerg
Synne Marie Rifbjerg (født 1958), dansk oversætter og journalist.
Hun er datter af forfatteren Klaus Rifbjerg.
Synne Rifbjerg arrangerede i 1980 generations-manifestationen NÅ!!80 i Huset i København sammen med lyrikerne Jens Fink-Jensen og Michael Strunge, filminstruktørerne Rumle Hammerich og Linda Wendel samt billedkunstneren Lillian Polack.
Hun var i perioden 1980-95 tilknyttet Danmarks Radios P1, bl.a. Ugerevyen, Orientering og Det Ny Europa. Hun er forfatter til bogen "Sol og skygge – Tretten kapitler om Spanien". Siden 1995 har hun været journalist ved Weekendavisen.